# Paulo César Borges
Paulo César Borges (Fronteira, 6 de março de 1960) é um ex-futebolista brasileiro que atuava como goleiro.
Está entre os 10 goleiros que atuaram com a camisa do Cruzeiro, com 264 jogos.

## Carreira
Começou a carreira em 1977, no Marília, onde atuou até 1981. As boas atuações colocaram Paulo César na Seleção Brasileira de Juniores (sub-20), vice-campeã do Torneio Juventude da América, no Equador, e em 1981, saiu do MAC para assinar com o América de São José do Rio Preto, onde ficou até o final de 1984, sendo contratado em seguida pelo Sport.
Ficou no clube pernambucano até 1987, quando a chegada de Emerson Leão para o comando técnico fez com que Paulo César não entrasse nos planos do novo comandante, e regressasse ao América.
Deixou o time novamente em 1988, após a disputa do Campeonato Paulista, indo em seguida para a Catanduvense, ajudando o time a subir para a elite do Campeonato.
Ele jogaria ainda pelo Bragantino, onde seria comandado pelo ainda novato treinador Vanderlei Luxemburgo, mas uma mudança iria acontecer meses depois.

### Cruzeiro: a primeira passagem
Ainda em 1989, o técnico do Cruzeiro, Ênio Andrade, sugeriu a contratação de Paulo César à diretoria, e esta aceitou o pedido.
Na Raposa, conquistaria quatro Campeonatos Mineiros, um bicampeonato da Supercopa Libertadores e a Copa do Brasil de 1993. Paulo César teve atuações decisivas nas duas Supercopas e se notabilizou por ser grande pegador de pênaltis. Sairia do Cruzeiro pela primeira vez em 1994.

### Novos ares
Ainda em 1994, Paulo assinou com a Portuguesa, atuando juntamente com os já veteranos Capitão, Marcelo Veiga, Cuca, Paulinho McLaren e Maurício, e os novatos Zé Maria, Zé Roberto e Rodrigo Fabri. No Campeonato Brasileiro do mesmo ano, Paulo foi eleito o melhor goleiro do torneio, e também foi o menos vazado de sua posição, fato que permitiu a ele receber dois prêmios Charles Miller (honraria concedida pela Rede Globo aos melhores jogadores).
No ano seguinte, jogaria pelo Flamengo. O curioso é que Paulo era dono de seu próprio passe, e o rubro-negro carioca, que procurou montar um time competitivo no ano do centenário, contratando Sávio, Edmundo e Romário, que formaram o "ataque dos sonhos", que não vingou. No entanto, o time não tinha um goleiro experiente, contando apenas com o jovem Roger, e os demais goleiros (Fábio Noronha, Adriano e Emerson) não inspiravam confiança suficiente. Assim, o então gerente de futebol do Fla, Plínio Serpa Pinto, utilizou o famoso "jogo de cintura" para que Paulo César viesse sem custos. Entretanto, o goleiro durou apenas uma temporada no Flamengo, e preferiu não renovar o contrato. Fez 28 partidas pelo clube.
Foi para o Guarani, tendo atuado durante quatro meses.
Em 1997, Paulo César retornou a Minas Gerais, para defender o Atlético Mineiro, conquistando a Copa Centenário de BH e a Copa Conmebol, ambas em 1997.
Em seguida, regressou ao Cruzeiro, onde ficou até 1999. Em 1998, se sagrou novamente campeão mineiro e com grande atuação na final contra o Atlético. Disputou a final da Copa do Brasil de 1998, disputada entre a Raposa e o Palmeiras. O jogo estava 1 a 0 para o time paulista, resultado que levaria a decisão por pênaltis, sendo a primeira vez que a Copa do Brasil seria decidida desta maneira (o Cruzeiro havia vencido pelo mesmo placar no primeiro jogo). Entretanto, após uma falta cobrada por Zinho, Paulo César acabaria dando rebote, e Oséas dispararia um chute quase sem ângulo, dando o título ao Palmeiras.
Paulo César deixaria o Cruzeiro ainda em 1999, sendo contratado pelo Araçatuba. Aos 39 anos, resolveu pendurar as chuteiras, revoltado com o não-recebimento de seu salário nos cinco meses que esteve no time.

## Títulos
Sport Recife
- Campeonato Pernambucano: 1986

Cruzeiro
- Campeonato Mineiro: 1990, 1992 e 1998
- Supercopa Libertadores: 1991 e 1992
- Copa do Brasil: 1993

Atlético Mineiro
- Copa Centenário de BH: 1997

- Copa Conmebol: 1997